# Seeley Lake
Seeley Lake es un lugar designado por el censo ubicado en el condado de Missoula en el estado estadounidense de Montana. En el Censo de 2010 tenía una población de 1659 habitantes y una densidad poblacional de 51,46 personas por km².

## Geografía
Seeley Lake se encuentra ubicado en las coordenadas 47°9′56″N 113°26′43″O / 47.16556, -113.44528. Según la Oficina del Censo de los Estados Unidos, Seeley Lake tiene una superficie total de 32.24 km², de la cual 31.66 km² corresponden a tierra firme y (1.81%) 0.58 km² es agua.

## Demografía
Según el censo de 2010, había 1659 personas residiendo en Seeley Lake. La densidad de población era de 51,46 hab./km². De los 1659 habitantes, Seeley Lake estaba compuesto por el 95.96% blancos, el 0.06% eran afroamericanos, el 0.9% eran amerindios, el 0.24% eran asiáticos, el 0.06% eran isleños del Pacífico, el 0.6% eran de otras razas y el 2.17% pertenecían a dos o más razas. Del total de la población el 1.93% eran hispanos o latinos de cualquier raza.